# Tesfaye Gebreyesus
Tesfaye Gebreyesus Difue (* 1935; † 24. August 2019 in Asmara, Eritrea) war ein äthiopisch-eritreischer Fußballschiedsrichter und -funktionär.

## Karriere
Tesfaye Gebreyesus wurde 1935 geboren und war – nach einer Karriere als Spieler – spätestens ab dem Jahr 1970 über 20 Jahre lang ein international eingesetzter Fußballschiedsrichter. In dieser Zeit leitete er Spiele bei sieben verschiedenen Afrika-Cups (1970, 1974, 1978, 1980, 1984, 1986 und 1988) und mindestens vier Weltmeisterschafts-Qualifikationen (1974, 1982, 1986 und 1990). Darüber hinaus war er als Schiedsrichter bei der Junioren-WM 1977 in Tunesien und der Junioren-WM 1981 in Australien im Einsatz. Außerdem leitete er das Hinspiel beim Afro-Asien-Pokal für Nationalmannschaften des Jahres 1985, als Kamerun mit 4:1 über Saudi-Arabien gewann. Zu den Höhepunkten seine Karriere zählen vor allem die Teilnahme als Schiedsrichter am Fußballturnier der Olympischen Sommerspiele 1984 in den Vereinigten Staaten und an der Weltmeisterschaft 1978 in Argentinien, an der er jedoch kein Spiel leitete, aber als Schiedsrichterassistent an der Linie im Einsatz war.
Nach seinem Karriereende war er unter anderem Präsident des Eritreischen Fußballverbands (acht Jahre lang) und des CECAFA. Des Weiteren war er für den afrikanischen Fußballverband bis kurz vor seinem Ableben in diversen Funktionen tätig. So war er etwa Match Commissioner sowie Referee Assessor und zuletzt ein Mitglied des Organisationskomitees der Afrikanischen Nationenmeisterschaft. Insgesamt 50 Jahre lang war er als internationaler Schiedsrichter, Schiedsrichterausbilder und Fußballfunktionär tätig.
2012 wurde er vom Supreme Council for Sport in Africa mit der Medal of Honor ausgezeichnet; die Ehrung selbst fand im April 2013 in der Sports Commission Hall statt.
Nach kurzer Krankheit starb Gebreyesus am Morgen des 24. August 2019 im Sembel Hospital in der eritreischen Hauptstadt Asmara und wurde am darauffolgenden Tag am Hazhaz Cemetery in der Hauptstadt beerdigt.